# کرم دهان
کرم دهان یا کرم شکاف دهان (Syngamus trachea) که با نام‌های کرم قرمز و کرم چنگالی نیز شناخته می‌شود، یک کرم نماتد انگلی است که نای برخی از پرندگان را آلوده می‌کند. بیماری ناشی از آن، که به عنوان "gape" شناخته می‌شود، زمانی رخ می‌دهد که کرم‌ها راه هوایی را مسدود کرده و مانع تنفس می‌شوند. این کرم‌ها به دلیل رنگ قرمز و جفت‌گیری دائمی نر و ماده، به «کرم‌های قرمز» یا «کرم‌های چنگال‌دار» نیز معروف هستند. کرم‌های دهان در مرغ‌ها و بوقلمون‌های جوان و اهلی رایج هستند.
وقتی کرم دهان ماده تخم‌های خود را در نای پرنده آلوده می‌گذارد، تخم‌ها با سرفه کردن بالا آورده می‌شوند، سپس بلعیده و دفع می‌شوند. پرندگان هنگام مصرف تخم‌های موجود در مدفوع یا با مصرف میزبان ناقل مانند کرم‌های خاکی یا حلزون‌ها (Planorbarius corneus, Bithynia tentaculata و غیره) به این انگل آلوده می‌شوند.